# Perifraude
Perifraude é todo gênero de lesão de cunho financeiro, realizada por funcionário, empregado ou servidor de nível operacional, só ou em conluio, sem a participação de elementos dos níveis estratégico e tático da empresa. Caracteriza-se por desvios de bens ou valores, geralmente de pequena monta e realizados de maneira sistemática, dentro da entidade ou em transações realizadas pelo fraudador diretamente com agentes externos a esta.
A perifraude é de difícil detecção, em especial nas empresas que não possuem segregação de funções bem-definidas e respeitadas. Para seu controle, é requerida uma boa estrutura de acompanhamento contábil de gastos, associada a uma gestão de informações que permita receber notificações, internas e externas, de atos fraudulentos ou suspeitos, para a adoção das devidas providências.
Segundo Wells (  )são algumas características pessoais que podem indicar um perifraudador em potencial:
1. )	costuma viver em um padrão acima de suas posses;
2. )	alto nível de endividamento pessoal e familiar;
3. )	não se acha devidamente remunerado por seus serviços;
4. )	busca um contato mais íntimo com clientes e fornecedores;
5. )	família desagregada ou que não oferece pressão a ganhos extraordinários;
6. )	procura não se afastar por longos períodos do trabalho, fracionando suas férias;
7. )	não tolera participação direta de companheiros em determinadas tarefas;
8. )	considera-se, em geral não reconhecido por seus superiores.

A maior parte dos indicadores acima é percebida precipuamente pelos colegas de trabalho do fraudador, tal como a ostentação de um padrão de vida superior a suas posses. Informações quanto a nível de endividamento podem ser obtidas dos órgãos de proteção ao crédito. Sistemas de inteligência ou de ouvidoria dentro da empresa tem uma importância capital na detecção de potenciais fraudadores, sendo responsáveis por parte significativa das perifraudes descobertas. Sua atuação cria uma  “expectativa de controle”, criando um sentimento de que os atos lesivos podem estar sendo observados pela administração.